# Șcheia (Suceava)
Șcheia is een Roemeense gemeente in het district Suceava.
Șcheia telt 8555 inwoners.